# یواس‌سی و جی‌اس راهنمای (۱۹۲۹)
یواس‌سی و جی‌اس راهنمای (۱۹۲۹) (به انگلیسی: USC&GS Guide (1929)) یک کشتی بود که طول آن ۱۴۰٫۲ فوت (۴۲٫۷ متر) بود. این کشتی در سال ۱۹۲۹ ساخته شد.